# Aplasta blanca
Aplasta blanca är en fjärilsart som beskrevs av Ribbe 1912. Aplasta blanca ingår i släktet Aplasta och familjen mätare. Inga underarter finns listade i Catalogue of Life.